# فقمة الفراء الأمريكية الجنوبية
فقمة الفراء الأمريكية الجنوبية هي نوع من فقمات الفراء يعيش حول سواحل أمريكا الجنوبية، ويتكاثَر على شواطئ الأرجنتين وبيرو وتشيلي. يُقدَّر عدد هذه الفقمات بحوالي 250,000 تعيش جميعها تقريباً قُبالة سواحل الأوروغواي، إلا أنّها في تناقصٍ شديدٍ مستمرّ، فقد قُدِّرت بنحو 390,000 فقمة في سنة 1999، وأكثر من 500,000 في سنة 1987. حتى الآن لا زال وجود النوع على الأرض مأموناً، إلا أنَّ معدَّل انخفاض أعداده يُثير قلق الكثير من العلماء.

## الوصف
يغطي جسد هذه الفُقمة فراء رمادي غامق، حيث تكتسي الذكور بهذا اللَّون على كل أجسادها تقريباً، مع أنَّها تمتاز أحياناً أيضاً بعلاماتٍ سمراء أو شيباء منتشرة على فروها. من جهةٍ أخرى، يكون لون فرو الإناث (وكذلك الذكور اليافعة) أسمر أو رمادياً فاتحاً على الصِّدر والوجه، كما وقد تكون بطونوها بنية أو ذات مسحة رمادية خفيفة. وُجوه هذه الحيوانات مُدبَّبة من الأسفل ومستوية من الأعلى، وأنوفها متوسِّطة الحجم نوعاً ما، وتتَّجه مناخيرها نحو الأمام. صيوان الأذن طويل وبارز نسبياً (خصوصاً مقارنة بالفقمات الأخرى). ذكور فقمة الفراء الأمريكية الجنوبية أكبر حجماً من إناثها، ولديها رقابٌ أثخن بكثير وأكتافٌ أعرض، كما وأنَّ لديها بالعادة شعراً طويلاً على كتفيها ورأسها على شاكلة شعر ذكر الأسد (لكن أقلَّ بروزاً بكثير). يختلف حجم هذه الفُقمات بحسب مكان عيشها، لكن طول الذكور البالغة يصل بالغالب حوالي المترين، فيما يتراوح وزنُها من 150 إلى 200 كلغم. أما الإناث فطولها حوالي المتر والنصف، ووزنُها 30 إلى 60 كلغم.

## تحت الأنواع
يوجد في التصنيف تحت نوعان مُتَّفق عليهما من فمة الفراء الأمريكية الجنوبية حالياً، هُما:
- A. a. australis: وهو تحت النوع النمطي، ويعيش في جزر فوكلاند.
- A. a. gracilis: يعيش حول سواحل أمريكا الجنوبية.

كما وتعتبر فقمة الفراء النيوزيلندية أحياناً سلالةً تنتمي إلى هذا النَّوع.